# Несвижский государственный колледж имени Якуба Коласа
Несвижский государственный колледж имени Якуба Коласа (бел. Нясвіжскі дзяржаўны каледж імя Якуба Коласа) — среднее учебное заведение в Несвиже.

## История
Основан как педагогическое училище 24 сентября 1944 года постановлением Барановичского обкома КП(б)Б и облисполкома. Первый директор — Артем Петрович Савченко. 3 марта 1946 года педагогическое училище стало носить имя Якуба Коласа. Педагогическое училище функционировало 12 лет. За это время было подготовлено около 1000 учителей. В 1956 году Несвижское педагогическое училище имени Якуба Коласа было закрыто, а его учащиеся были переведены для дальнейшего обучения в Пинское педагогическое училище имени А. С. Пушкина. В 1984 году он был вновь открыт как школа, а с 1994 года стал колледжем. В 2008 году было возвращено имя Якуба Коласа.

## Специальности
- Дошкольное образование
- Начальное образование
- Иностранный язык
- Дизайн
- Туризм и гостеприимство
- Физическая культура

## Известные студенты
- Евгений Миклашевский, белорусский писатель, переводчик
- Иван Дмитриевич Ралко, белорусский литературовед.

## Известные учителя
- Анатолий Моисеевич Бардович (р. 1928) — лингвист.